# Mort pour la France
Ne doit pas être confondu avec Mort pour le service de la République ou Mort pour le service de la Nation.

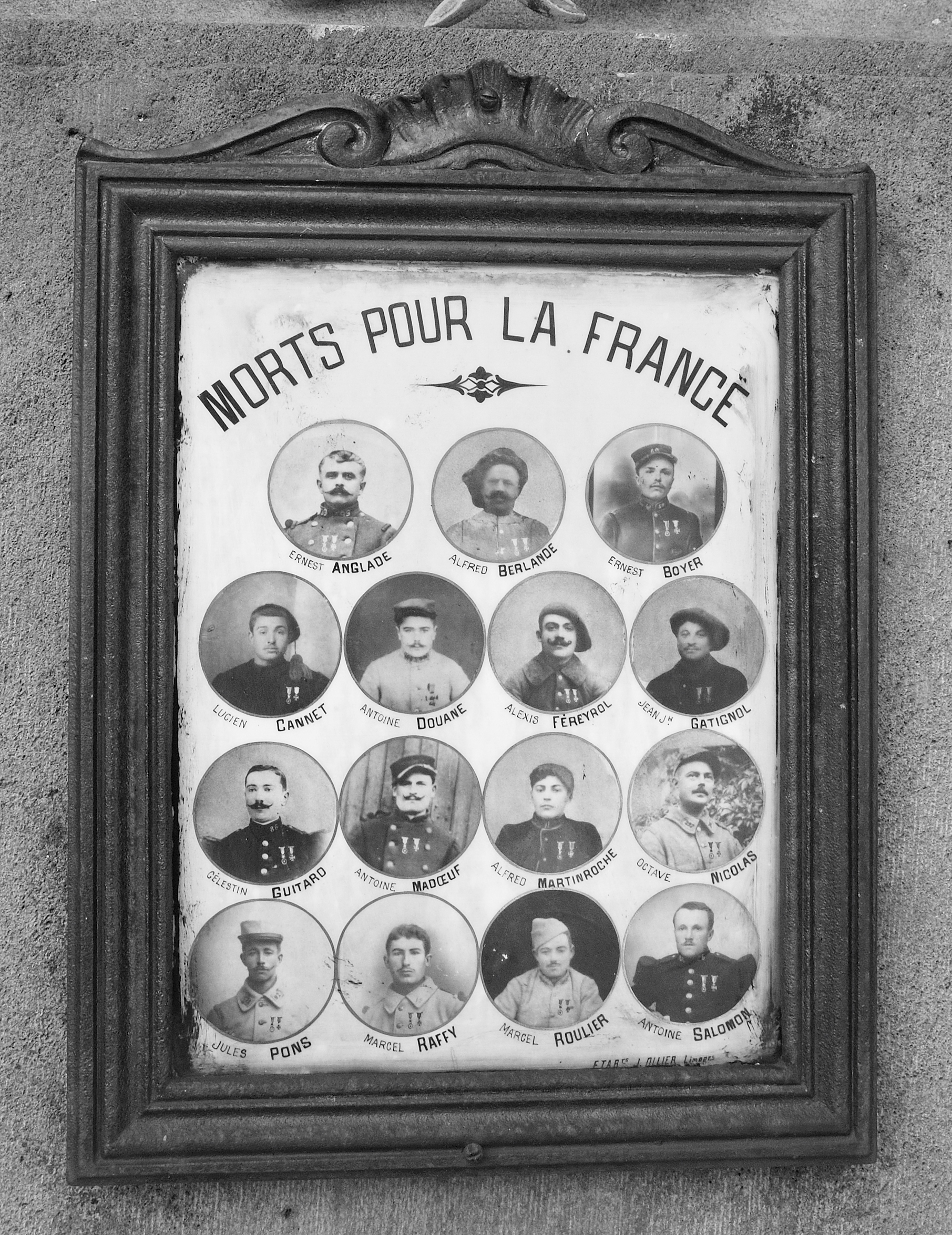
Cimetière de Montaigut-le-Blanc, hommage aux soldats du village tués pendant la Première Guerre mondiale (Puy-de-Dôme, France).

« Mort pour la France » est une mention honorifique posthume ajoutée à l'état civil d'une personne afin de reconnaître son sacrifice au service de la France. L'attribution de cette mention est régie par les articles L. 511-1 à L. 511-5 du Code des pensions militaires d'invalidité et des victimes de guerre.

## Historique
Instituée pendant la Première Guerre mondiale par la loi du 2 juillet 1915 et modifiée par la loi du 28 février 1922, la mention confère aux victimes, civiles ou militaires, une reconnaissance et un statut nouveaux.

## Bénéficiaires

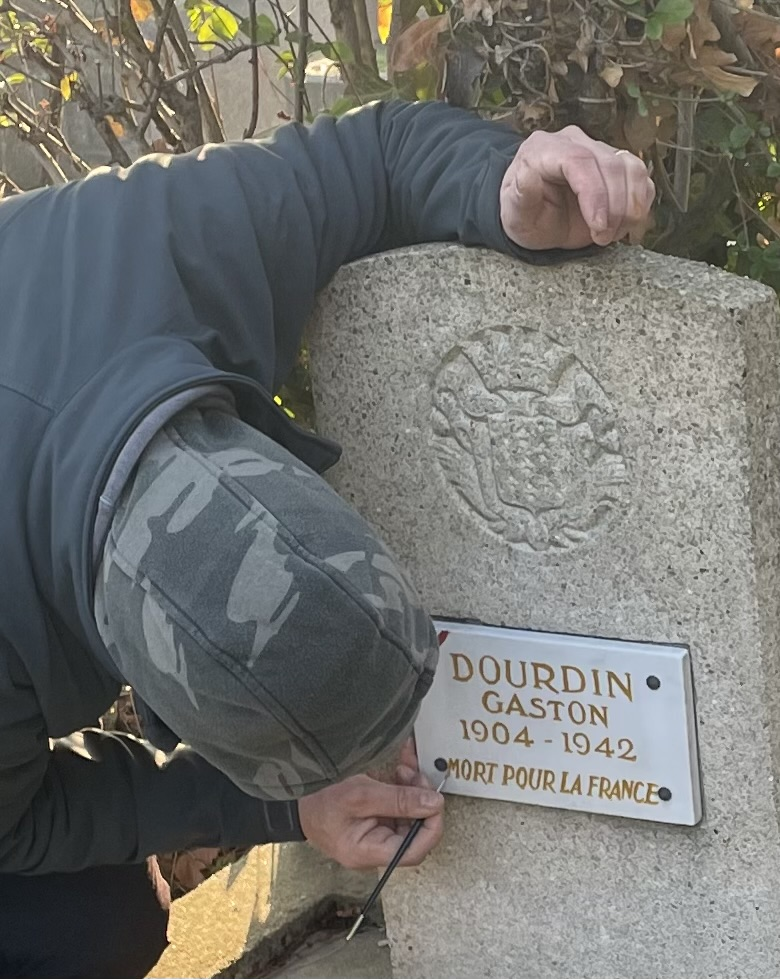
Réchampissage de la tombe du résistant mort pour la France Gaston Dourdin.

La mention « mort pour la France » peut être octroyée :
- à un militaire tué au combat, ou mort de blessures de guerre, ou mort de maladie contractée en service commandé en temps de guerre, ou mort d'accident survenu en service ou à l'occasion du service en temps de guerre, ou prisonnier de guerre exécuté par l'ennemi ou décédé des suites de blessures, de mauvais traitements, de maladies contractées ou aggravées ou d'accidents survenus du fait de la captivité ;
- à un marin du commerce, victime d'événements de guerre ;
- à un médecin, un aumônier, un infirmier ou une infirmière des hôpitaux militaires et des formations sanitaires, ainsi qu'à une personne ayant succombé à des maladies contractées au cours de soins donnés aux malades et blessés de l'armée en temps de guerre ;
- à une personne décédée en combattant pour la libération de la France ou en accomplissant des actes de résistance ;
- à une personne exécutée à la suite d'une condamnation par le régime de Vichy, notamment pour fait de résistance ;
- à un « otage, une personne requise par l'ennemi, un déporté, exécutés par l'ennemi ou décédés en pays ennemi ou occupé par l'ennemi des suites de blessures, de mauvais traitements, de maladies contractées ou aggravées ou d'accidents du travail survenus du fait de leur captivité ou de leur déportation » ;
- à une personne décédée à la suite d'actes de violence constituant une suite directe de faits de guerre ;
- à « un militaire décédé après avoir été incorporé de force ou après s'être engagé sous l'empire de la contrainte ou la menace de représailles dans les armées ennemies » (cas des Malgré-nous) ;
- à « un réfractaire décédé des suites d'accident, maladie ou blessure consécutifs à sa position hors la loi et pour le service du pays » (cas des insoumis au STO) ;
- à « un membre du service d'ordre, des forces supplétives ou des éléments engagés ou requis, décédé à l'occasion des mesures de maintien de l'ordre sur les territoires de l'ancienne Union française situés hors de la métropole et dans les États anciennement protégés par la France » (cas notamment des morts de la guerre d'Algérie, y compris les harkis) ;
- à « un militaire ou civil engagé dans une opération extérieure, décédé dans les conditions mentionnées au 1° »[3].

## Droits
Elle donne notamment droit à :
- une sépulture individuelle et perpétuelle dans un cimetière militaire, aux frais de l'État[4] ;
- l'inscription sur le monument aux morts de la commune de naissance ou du dernier domicile[5] ;
- la gratuité des droits de mutation par décès[6] ;
- une pension de veuve de guerre, le cas échéant ;
- la reconnaissance des enfants de la personne honorée comme pupilles de la Nation.

## Collectivités
Il existe aussi, par extension, des communes « mortes pour la France ». Il en reste neuf (2021, après les fusions municipales) et l'attribution rappelle qu'elles ont été dévastées durant la Première Guerre mondiale.

## Délai de protection du droit d'auteur
En France, la durée de protection des œuvres des auteurs morts pour la France est augmentée de 30 ans, mais cette prorogation ne porte que sur une durée de base de cinquante ans (cette durée partant du 1er janvier suivant le décès de l'auteur). Pour ces auteurs et compositeurs, la durée de protection est de :
- 94 ans et 272 jours pour les œuvres publiées avant le 1er janvier 1921.
- 88 ans et 120 jours pour les œuvres publiées entre le 1er janvier 1921 et le 31 décembre 1947 inclus.
- 80 ans pour les œuvres publiées après le 31 décembre 1947.

Les premiers auteurs « morts pour la France » (ceux de l'année 1914) sont donc entrés dans le domaine public le 1er octobre 2009. Tous les auteurs « morts pour la France » au cours de la Première Guerre mondiale sont à présent dans le domaine public.
Guillaume Apollinaire, mort de la grippe espagnole pendant son engagement dans l'armée française, est déclaré « mort pour la France » en 1918. Ses œuvres sont entrées dans le domaine public français le 30 septembre 2013, soit 94 ans et 272 jours après sa mort. Antoine de Saint-Exupéry est « mort pour la France » en 1944. Ses œuvres entreront dans le domaine public français le 1er mai 2033, soit 88 ans et 120 jours après sa mort.